# Richard Guhr

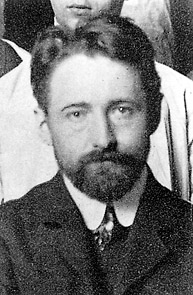
Richard Guhr, um 1912

Richard Guhr (* 30. September 1873 in Schwerin; † 27. Oktober 1956 in Höckendorf bei Dresden; vollständiger Name: Albert Eduard Richard Guhr) war ein deutscher Maler, Bildhauer und Hochschullehrer.

## Leben
Guhrs Vater Johann Friedrich Oswald Guhr (* 18. Dezember 1840 in Dresden) war großherzoglich-mecklenburgischer Hofkapellist-Hofmusicus (Fagott) in Schwerin, seine Mutter war Juliane Helene Auguste Gallus (* 1847).
Richard Guhr wurde geprägt durch die damaligen Residenzstädte Schwerin, Berlin und Dresden. Das Elternhaus gehörte zum gebildeten Bürgertum, das seine Herkunft und Schulbildung durch Militärdienst aufwertete. Guhr diente als Einjährig-Freiwilliger vom 1. Oktober 1895 bis 7. Juli 1896 beim Großherzoglich Mecklenburgischen Grenadier-Regiment 89.
In den Jahren 1890 bis 1891 absolvierte Guhr ein zweijähriges Studium an der Kunstgewerbeschule Dresden und in den Jahren 1892 bis 1893 an der Unterrichtsanstalt des Kunstgewerbemuseums Berlin, unter anderem bei Max Friedrich Koch und Alfred Grenander. Ab 1893 war er als Dekorationsmaler und -zeichner bei M. J. Bodenstein in Berlin tätig und beteiligte sich ab 1896 an Ausstellungen, darunter der Berliner Gewerbeausstellung 1896. Im Jahr 1901 folgte eine Ausstellung von Bildern Guhrs im „Kunstsalon Gurlitt“.
Guhr wurde 1902 künstlerischer Mitarbeiter des Architekten Bruno Möhring für die Gestaltung der deutschen Abteilung auf der Weltausstellung St. Louis 1904. Von 1904 bis 1914 besaß er schließlich eine eigene Wohnung und ein eigenes Atelier in Berlin-Charlottenburg. Zum 1. Januar 1905 wurde Guhr als Professor für Bronzen an die Kunstgewerbeschule Dresden berufen und erhielt am 3. April 1907 die Professur für Figurenmalen und Figurenzeichnen. Guhr trat 1906 der Dresdner Gruppe Die Zunft bei und nahm an der Dritten Deutschen Kunstgewerbeausstellung Dresden 1906 mit eigenen Beiträgen teil. Anlässlich der Ausstellung des Sächsischen Kunstvereins Die Kunst dem Volke auf der Brühlschen Terrasse gab es ab Oktober 1933 eine Sonderausstellung Karl Mediz und Richard Guhr.
1934 wurde Guhr als Professor an die Staatliche Akademie der bildenden Künste Dresden berufen, jedoch auf eigenen Antrag bereits im Mai 1938 in den Ruhestand versetzt.
Prominentester Schüler Richard Guhrs während seiner Tätigkeit war von 1910 bis 1914 Otto Dix, der an dem von Guhr geleiteten Unterricht im Figurenmalen und Figurenzeichnen teilnahm. In der Klasse für Dekorative Malerei von Richard Guhr wurde vor allem dekoratives Entwerfen und Modellieren sowie figurales Zeichnen nach Abgüssen und Modellen gelehrt. So entstanden 1909/1910 Landschaften im damals üblichen spätimpressionistischen Stil (z. B. Blick auf Radebeul, um 1910, Blick auf Dresden-Neustadt, 1910). In den Jahren 1911/1912 machte Dix auch erste plastische Versuche unter Richard Guhr.

## Wirken

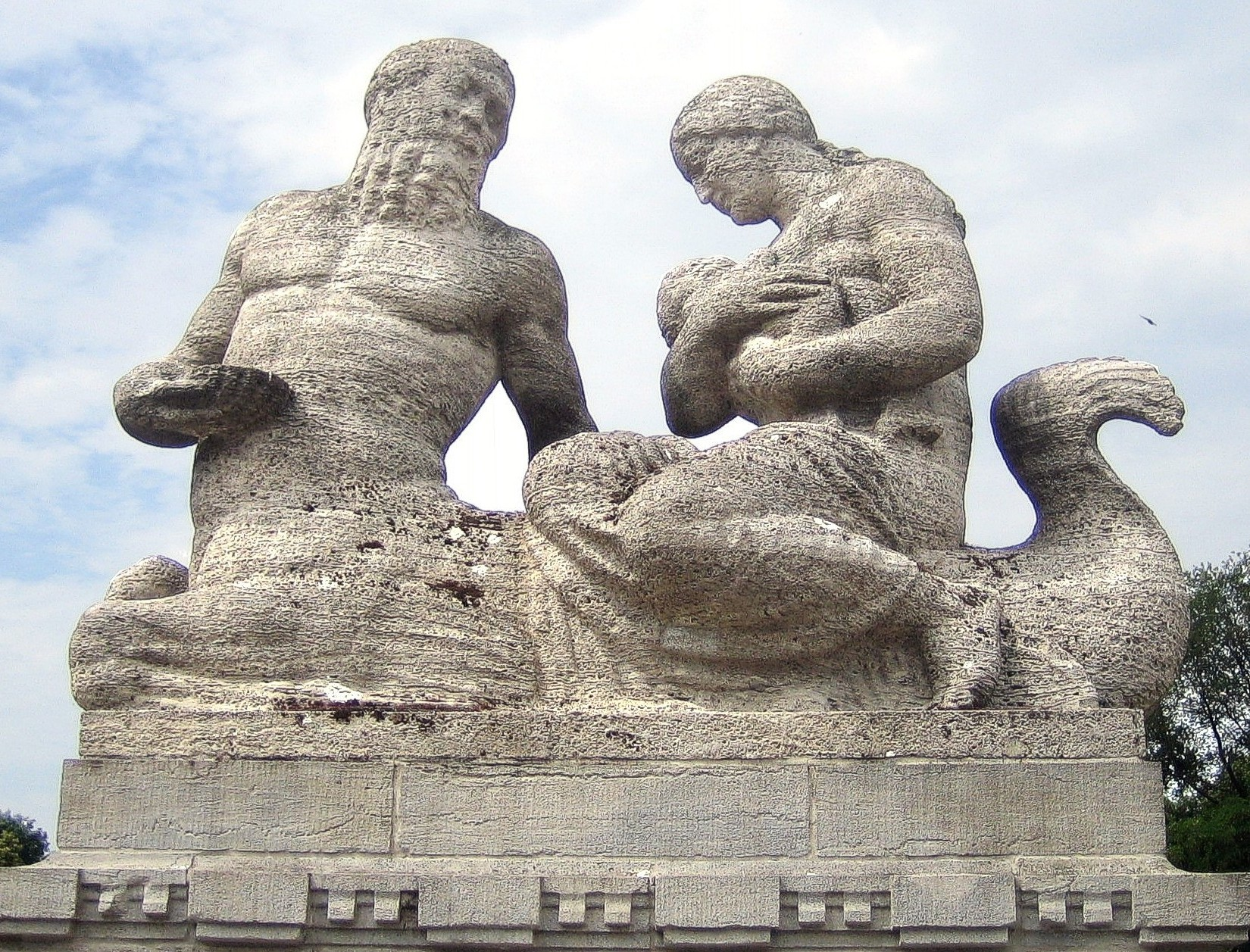
Skulptur auf der Carl-Zuckmayer-Brücke im Rudolph-Wilde-Park in Berlin

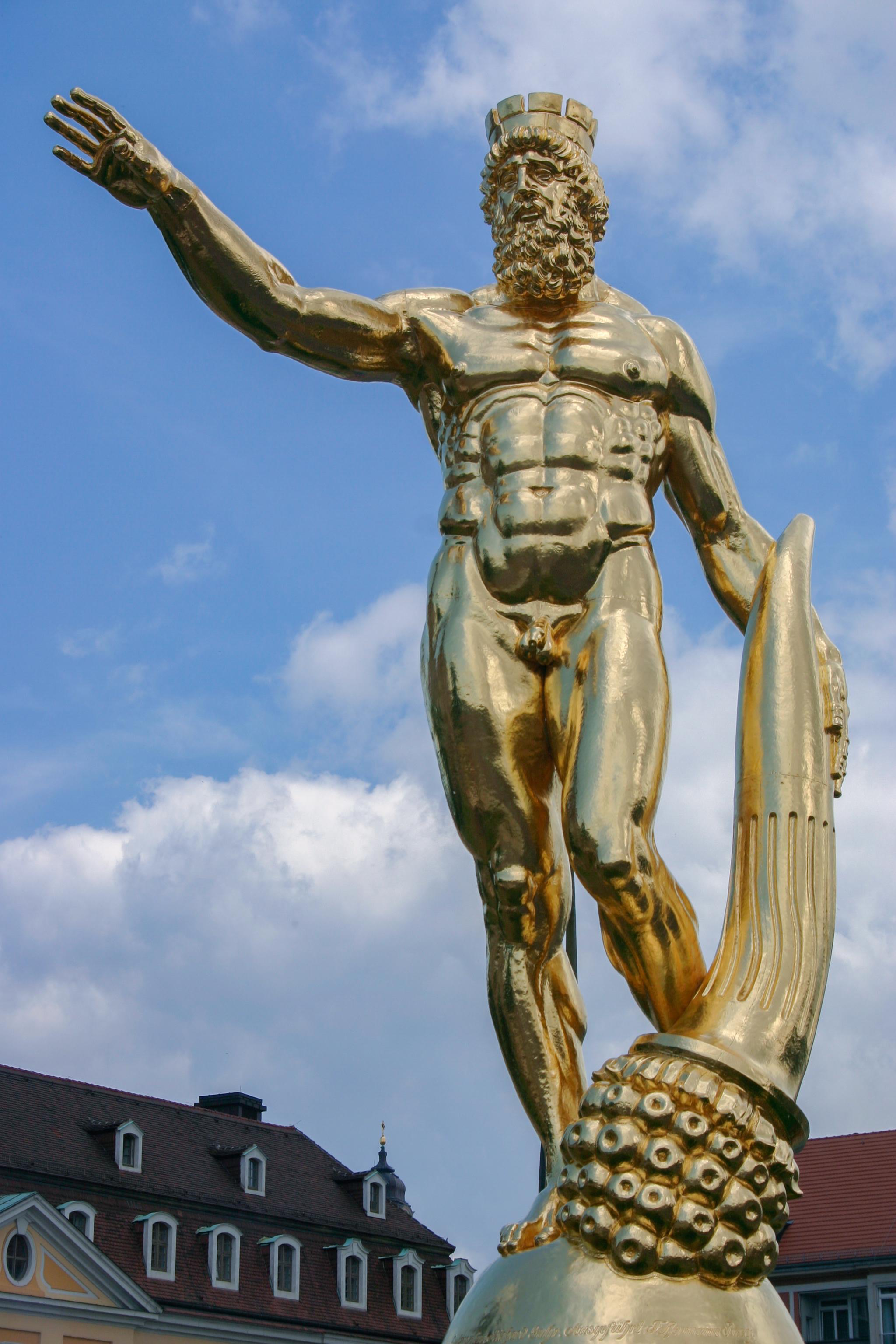
Goldener Rathaus-Mann in Dresden

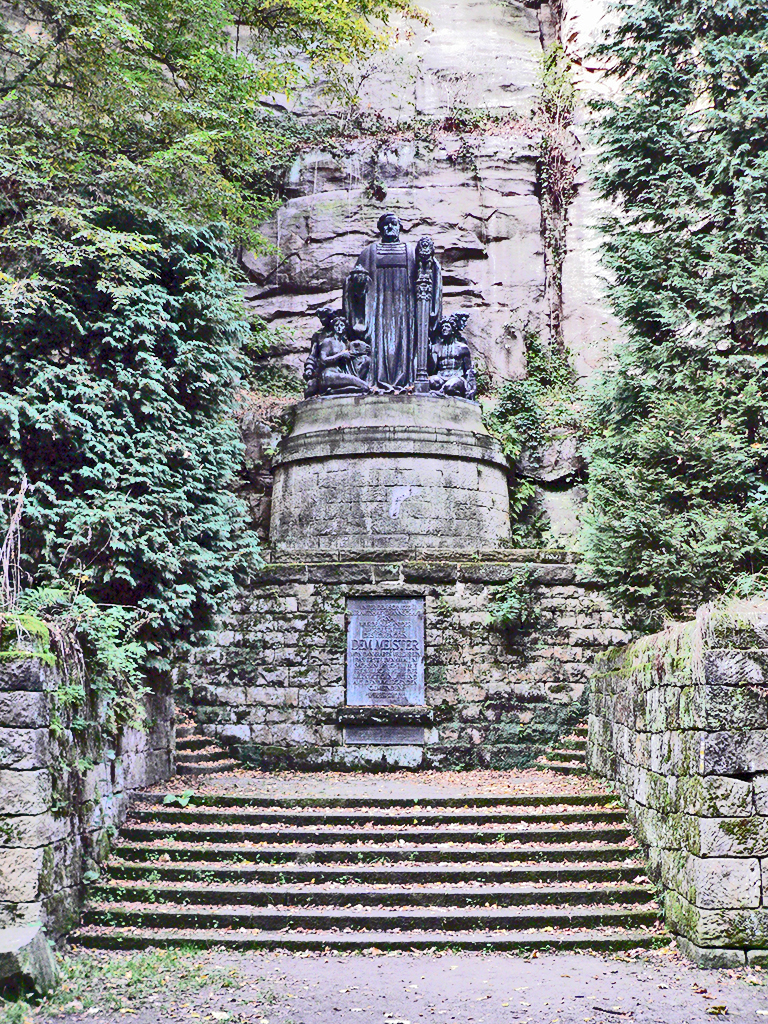
Richard-Wagner-Denkmal im Liebethaler Grund

Guhr wurde bekannt als Bildhauer dekorativer Bauplastik an Fassaden und Innenräumen mit Großaufträgen für figürliche Bronzegüsse zwischen 1900 und 1920 für Repräsentationsprojekte, unter anderem am Neuen Rathaus in Dresden („Goldener Rathausmann“), am Rathaus Barmen, an der Stadtparkbrücke am U-Bahnhof Rathaus Schöneberg und für das Hotel Adlon in Berlin.
Obwohl er sich etwa ab 1920 verstärkt der Malerei zuwandte, blieb Richard Guhr als Maler weitgehend unbekannt. Er gilt als „Denk-Maler“, der neudeutschen Malerei der Nazarener sowie Moritz von Schwind und Arnold Böcklin verpflichtet. Mit seinen Werken wollte er zum Ausdruck bringen, dass sich deutsche Malerei und das Deutschtum als kulturelle und staatliche Einheit nur aus der altdeutschen Malerei regenerieren und als Volkserziehungsmittel wirken können, wobei die künstlerische Phantasie als autonomes mythenschaffendes Prinzip bewertet werden soll.
Die Werke von Richard Guhr sind beispielhaft für das Weiterwirken der malerischen und literarischen Romantik, so der „Triumph der Religion in den Künsten“ (Städelsches Institut in Frankfurt) oder sein „Deutscher Parnaß“ für das Bochumer Rathaus. In seinem malerischen Werk, insbesondere in seinem Spätwerk, das zwischen 1946 und 1949 entstand, einschließlich des zwischen 1945 und 1956 wiedergemalten Torsos „Wagner-Ehrung“, gestaltete er Richard Wagner als eine Kultfigur durch seine Insbildsetzung Wagnerschen Gedankenguts.
In seinen symbolischen Bildern mit der Vorliebe für Utopien und vermeintliche Werte der Vergangenheit sowie der griechisch-germanischen Mythenwelt sieht sich Guhr im Bereich der Malerei als Erfüller des Auftrags der „arischen Regeneration“. Deshalb begannen Anfang der 1920er Jahre völkische Gruppierungen in Dresden, in Guhr einen Propheten nationaler Erneuerung zu sehen. Nationalsozialistisch Orientierte nahmen Guhrs Bilder, ohne dessen Einwände, weltanschaulich und politisch für sich in Anspruch.

## Ehrungen
In dem heute zu Pirna gehörenden Stadtteil Graupa ist die Prof.-Guhr-Straße nach ihm benannt.

## Werke
- 1906–1907: Arbeiten für die Innenausstattung des Hotels Adlon in Berlin (Bronzeguss-Pfeilerkapitelle und Bronzereliefs im Treppenaufgang) in Zusammenarbeit mit Wilhelm Kimbel
- 1907: Wandgemälde (Fresken) „Arti Westfalicae“ im Lichthof des Westfälischen Provinzialmuseums in Münster (nach Kriegsschäden übertüncht)
- 1907–1912: Ausarbeitung der Modelle der Turmfigur „Herkules / Serapis“ („Goldener Rathaus-Mann“) und der Allegorie-Figuren auf Finanzwesen, Verwaltung, Rechtspflege, Tiefbau, Hochbau, Tabakindustrie, Handel, Obstzucht, Gartenbau, Schifffahrt und Nahrungsmittelgewerbe am Neuen Rathaus in Dresden
- 1909: Wand- und Deckenmalereien im Künstlerhaus der Dresdner Kunst-Genossenschaft in Dresden, Albrechtstraße 6 (nicht erhalten)
- 1909–1911: Wappen im Mittelfeld des Giebels und Relief über der Tür des Geheimen und Hauptarchivs Schwerin
- 1910: vier Figurengruppen „Kentaur und Nymphe“, acht Schmuckvasen für die Stadtparkbrücke am U-Bahnhof Rathaus Schöneberg (heute Carl-Zuckmayer-Brücke)
- 1911: zwei Gesimsfiguren und zwei Nischenfiguren für das „Curiohaus“ in Hamburg (Allegorien Kunst und Wissenschaft, erhalten)
- 1911: Schlusssteine über den Fenstern des Kaufhauses Wertheim an der Königstraße in Berlin
- 1911/1912: Richard-Wagner-Denkmal in Graupa, das 1933 im Liebethaler Grund aufgestellt wurde[1]
- 1912–1913: erste Bilder der späteren Wagner-Ehrung
- 1912–1914: Bronzen „Dionysos / Proteus“ auf Walross an den Treppenstufen des Bassins im Stadtbad Neukölln in Berlin-Neukölln
- 1914–1916: Allegorien Justitia, Anklage und Verteidigung an der Fassade sowie Atlasfiguren an der Tür zum Schwurgerichtssaal des Justizgebäudes in Schwerin
- 1923: Figuren am Treppenaufgang, Kragsteine, Wappen an der Hauptfront des Barmer Rathauses in Wuppertal-Barmen
- 1930: Großgemälde „der Deutsche Parnass“ (auch: „Muse des Parnass“ oder „der deutsche Herkules“) mit Darstellung von 51 Künstlern und Wissenschaftlern im Ratssaal des Rathauses Bochum umringt von einem Puttenorchester (heute im Bochumer Zentrum für Stadtgeschichte)[2][3]
- 1933: Wagnerkopf in Graupa
- 1940: Ölbild Heimdall[4]

Zwischen 1921 und 1925 beteiligte sich Guhr an Kunstausstellungen in Dresden und Berlin. Für die Zeit des Nationalsozialismus ist seine Teilnahme lediglich an der Ausstellung „Die Kunst dem Volke“ 1933 in Dresden sicher belegt. 1946 war er auf der Ausstellung „Heimat + Arbeit“ in Dippoldiswalde vertreten.
Zu Guhrs bekannteren Arbeiten gehören auch verschiedene Glasgemälde für große Ausstellungen.